# Xavier de Maistre
(Xavier de Maistre, Viaggio intorno alla mia camera)
Xavier de Maistre (Chambéry, 8 novembre 1763 – San Pietroburgo, 12 giugno 1852) è stato un militare, scrittore e pittore italiano sabaudo di lingua francese, suddito del Regno di Sardegna e generale dell'Impero russo durante le guerre napoleoniche.
Era fratello minore del famoso filosofo e diplomatico reazionario Joseph de Maistre. Divenne famoso per opere introspettive a metà tra la memorialistica settecentesca e il gusto del romanticismo.

## Biografia
Ottavo di quattordici figli del conte François-Xavier Maistre (1705–1789), fu il prediletto del fratello maggiore Joseph de Maistre, scrittore apologista cattolico, reazionario e ultramontano, di gran fama ai suoi tempi. 

Fu una delle tipiche poliedriche personalità vissute nel movimentato periodo a cavallo tra il 1700 e il 1800, tra la Rivoluzione francese e Napoleone. 
Tra i suoi numerosi interessi vi fu l'aeronautica, che lo portò a compiere con un amico un'ascensione in pallone aerostatico (mongolfiera), a Chambéry, il 5 maggio 1784, solamente un anno dopo l'impresa dei Mongolfier e di cui scrisse una relazione.
Altro suo grande interesse fu la pittura, che praticò con discreto successo, al punto che poté aprire a Mosca uno studio di pittore ritrattista.
Soldato coraggioso e convinto, non fu cieco davanti alle atrocità della guerra, e, dopo aver combattuto Napoleone invasore della Russia, descrisse nelle sue lettere l'orrore della ritirata della Grande Armata.
Passò spensieratamente gli anni della giovinezza a Torino, allora capitale del regno sabaudo, o nelle fortezze di Exilles e Fenestrelle, dove «fece coscienziosamente la vita di guarnigione», come ebbe a dire a Sainte-Beuve.
Fu nominato cadetto il 4 ottobre 1784, sottotenente il 3 marzo 1785 e luogotenente il 24 settembre 1790. Nel 1793, il suo reggimento combattendo contro le truppe francesi ripiega sul Piccolo San Bernardo e si stanzia ad Aosta, dove Xavier ritrova la sua famiglia che vi si era rifugiata nel 1792 a seguito dell'invasione della Savoia da parte del generale Anne-Pierre de Montesquiou-Fézensac. Entra in contatto con i religiosi Barnabiti della città grazie ai quali approfondisce le sue conoscenze letterarie, in particolare da padre Frassy e padre Tavernier del collegio Saint-Bénin. 

Si dedica anche alla pittura con dei ritratti dei suoi familiari e di paesaggi valdostani, tra cui ricordiamo quello del ponte di Châtillon e quello delle fabbriche di Léverogne. Conversa spesso con un lebbroso di nome Pierre-Bernard Guasco che abitava in una torre vicino all'Hospice de charité, ribattezzata in seguito "Torre del lebbroso", da cui trarrà il romanzo Le Lépreux de la cité d'Aoste. Ma la sua esperienza aostana è legata soprattutto all'idillio amoroso con Marie-Dauphine Pétey, vedova del notaio Claude-Michel Barillier, che soprannomina Elisa o Élise. La presenza di de Maistre a Aosta è ricordata anche dalla via che dalla scuola «Monseigneur Jourdain» passa davanti al Seminario maggiore e termina in piazza Émile Chanoux, che gli è stata dedicata.
La vigilia del Carnevale del 1790, a causa di un duello, fu messo agli arresti domiciliari per 42 giorni: in quest'occasione compose il suo primo romanzo, il Voyage autour de ma chambre (Viaggio intorno alla mia camera), che, grazie al fratello che lo convinse a darlo alle stampe, gli diede la celebrità.
Nel frattempo avanzavano i francesi della Rivoluzione, invadendo dapprima la Savoia, il luogo natio di Xavier, da cui resterà a lungo lontano, e poi il Piemonte, annesse poi nell'orbita del Primo Impero francese.
Xavier combatté contro i transalpini dapprima con gli austriaci di François Christophe Kellermann e quindi agli ordini del maresciallo russo Aleksandr Vasil'evič Suvorov, mentre il fratello letterato curava a Losanna l'edizione del Voyage, facendolo conoscere a un vasto pubblico.

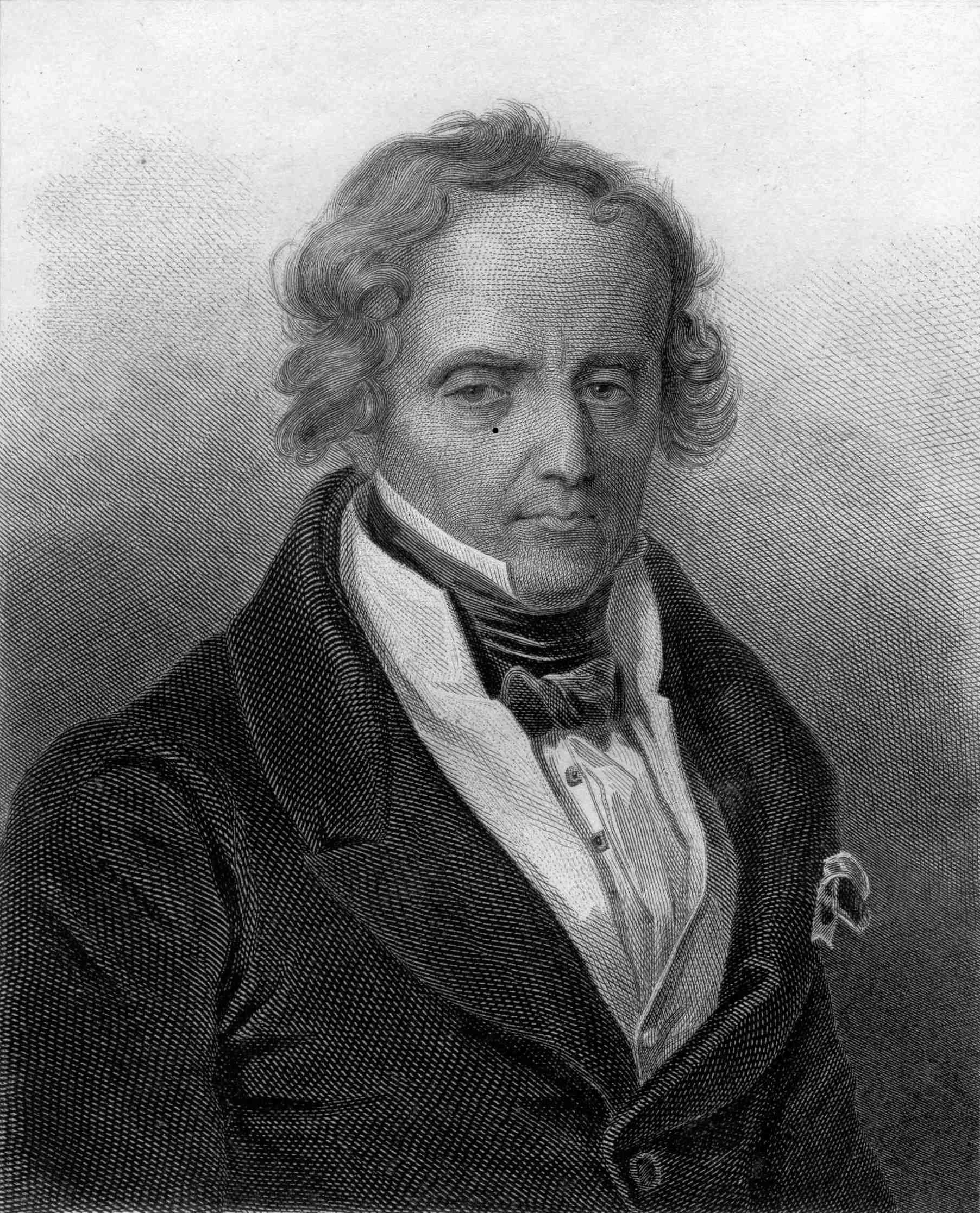
Xavier de Maistre

A causa d'invidiose maldicenze a corte, nel 1800 lo zar Paolo I di Russia richiamò in patria e mandò in esilio il generale Suvorov, nonostante le tante vittorie sul campo. Xavier seguì il generale a San Pietroburgo e decise di rimanere in Russia, dove aprì uno studio di pittore, affermandosi come ritrattista. Nel maggio del 1803 il fratello Giuseppe arriva a San Pietroburgo come ambasciatore del nuovo re di Sardegna Vittorio Emanuele I e, appena riuscì a ben introdursi nell'ambiente, nel 1805 gli trovò un posto come direttore della Biblioteca e del Museo dell'Ammiragliato, posto che tenne sino al 1810. Sotto lo zar Alessandro I ebbe il grado di colonnello e viaggiò e combatté nel Caucaso contro i ceceni, in Georgia contro i turchi e in Finlandia, dove alla fine lasciò la carriera militare. Il 3 febbraio 1813 sposò una damigella d'onore dell'imperatrice, Sofia Zagriatsky, dalla quale ebbe cinque figli, che morirono tutti alla soglia della giovinezza. Nel 1813 si ritirò a vita privata riprendendo a scrivere. 
Nel 1826, 12 anni dopo la Restaurazione, tornò in Savoia e nella sua amata Torino dove regnava Carlo Felice (1821-1831), ben dopo la caduta di Napoleone, e scoprì di essere diventato famoso grazie anche alla pubblicazione delle altre sue opere, che il fratello Joseph (deceduto nel 1821) aveva corretto dagli inevitabili italianismi. Ospitò il poeta francese Alphonse de Lamartine che lo definì il "Rousseau e lo Sterne" della Savoia, per il suo umorismo e abilità di memorialista.
Girò poi l'Italia, visitò per la prima volta Parigi e nel 1839 ritornò definitivamente a San Pietroburgo dove si spense tredici anni dopo, il 12 giugno del 1852.

## Opere
- Voyage autour de ma chambre (Viaggio intorno alla mia camera), 1794.
- Expédition nocturne autour de ma chambre (Spedizione notturna intorno alla mia camera).
- Le Lépreux de la cité d'Aoste (Il lebbroso della città d'Aosta), 1811.
- La Jeune Sibérienne (La giovane siberiana), 1815 o 1825.
- Les Prisonniers du Caucase (I prigionieri del Caucaso), 1815 o 1825.

## Edizioni italiane
- Viaggio intorno alla mia stanza, a cura di Alvise Zorzi, Rizzoli, Milano, 1954.
- Viaggio intorno alla mia stanza, a cura di Rosa Maria Losito, prefazione di Mariantonia Liborio, Guida Editori, Napoli, 1987.
- Il lebbroso della città d'Aosta, I prigionieri del Caucaso, La giovane Siberiana, a cura di Alvise Zorzi, Rizzoli, Milano, 1951.

## Galleria d'immagini

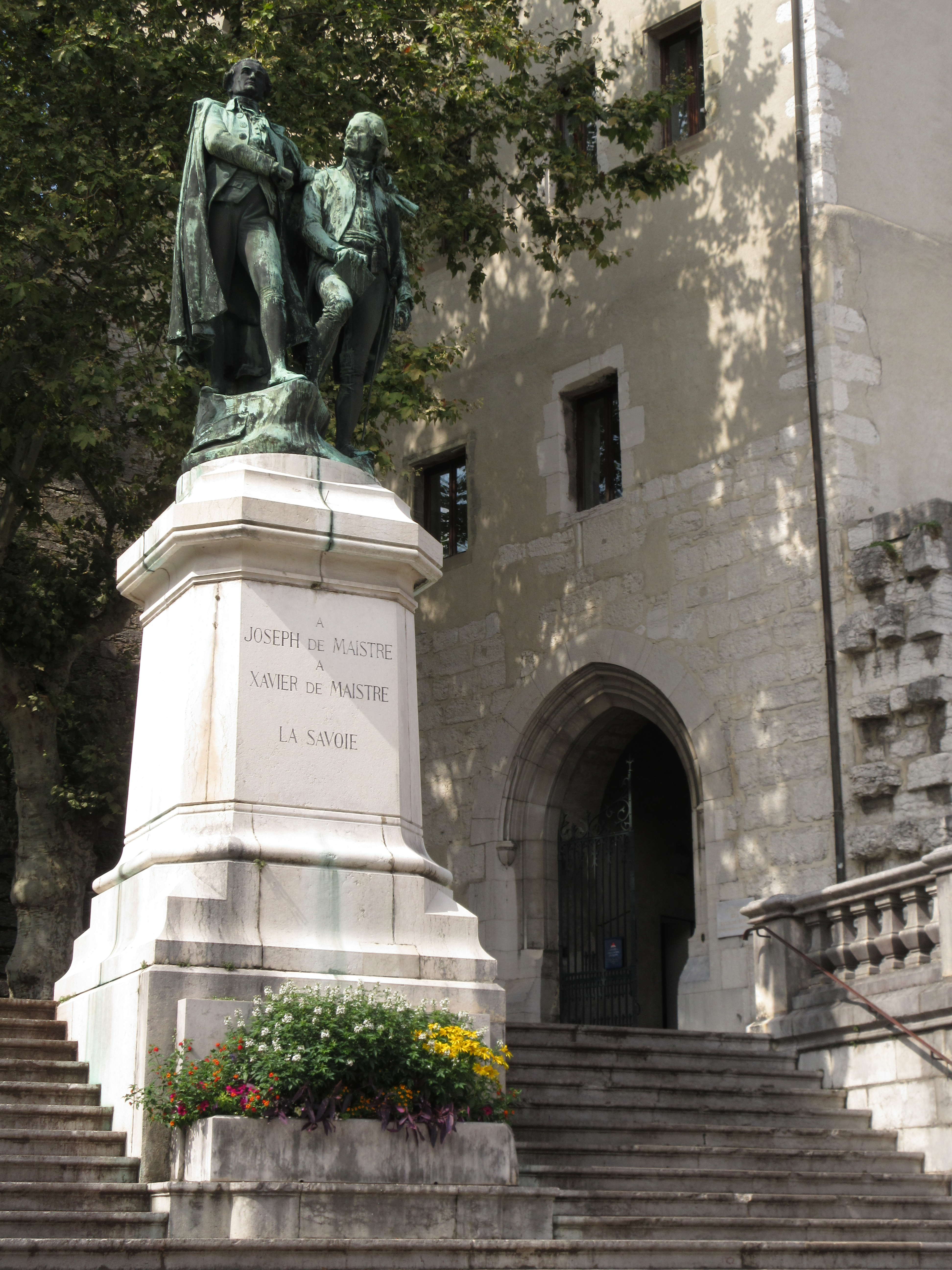
Monumento a Xavier de Maistre e al fratello Joseph, Chambéry.
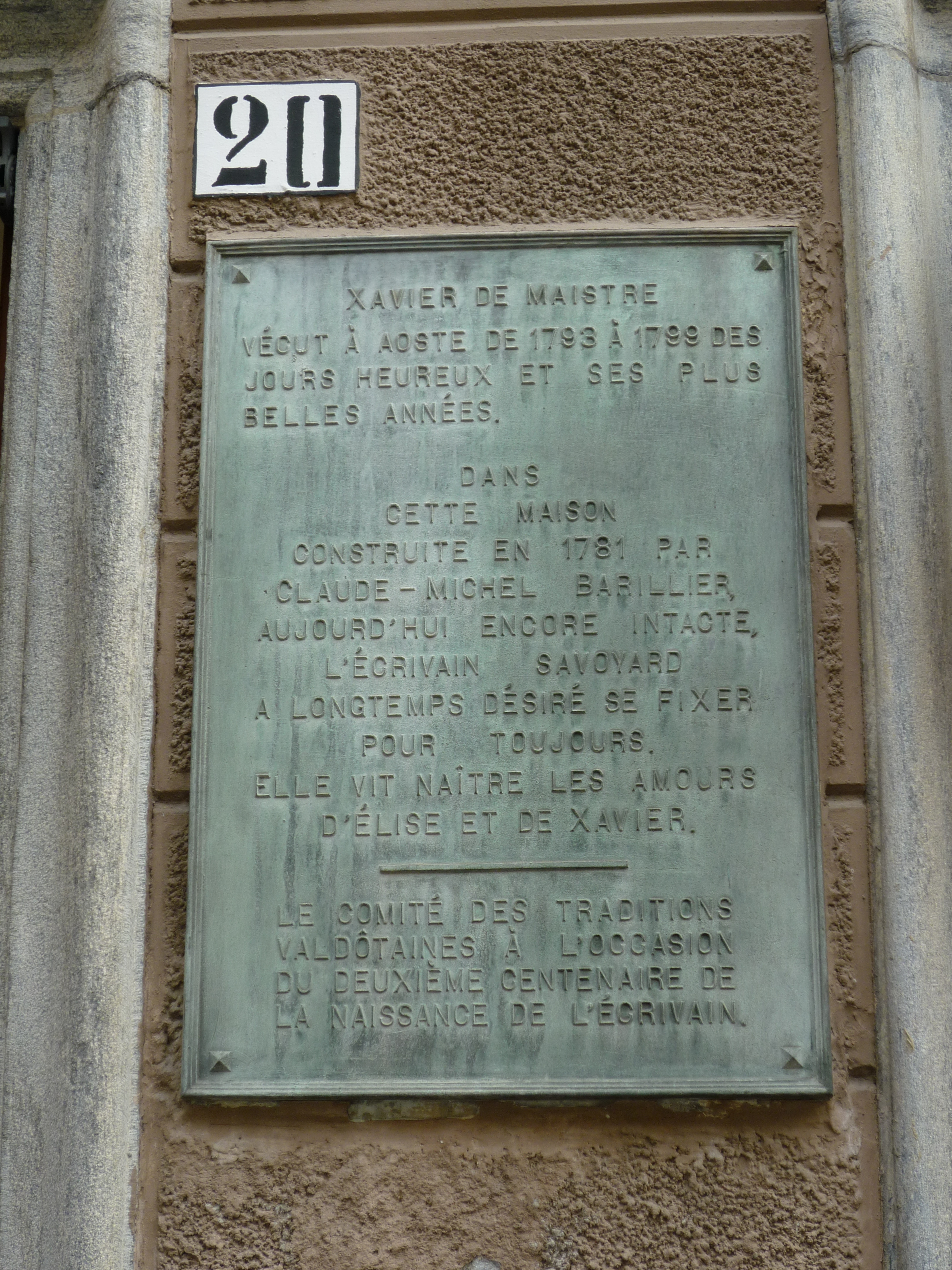
Targa commemorativa sul Palais Barillier a Aosta (via Croix-de-Ville), in ricordo degli anni vissuti dallo scrittore in questa casa.
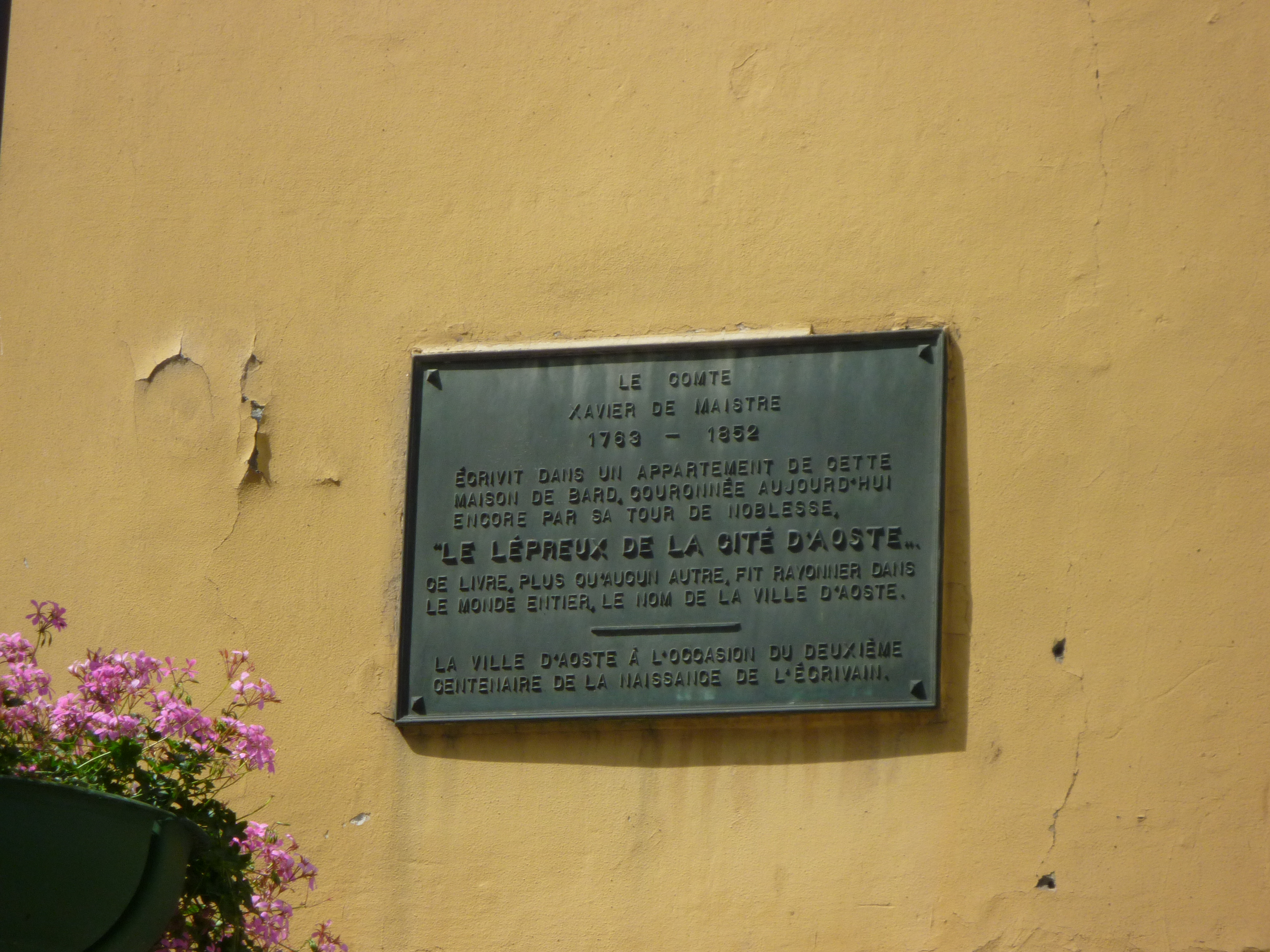
Targa commemorativa a Aosta, viale Conseil des Commis, in ricordo della casa in cui Xavier de Maistre scrisse "Le lépreux de la cité d'Aoste"
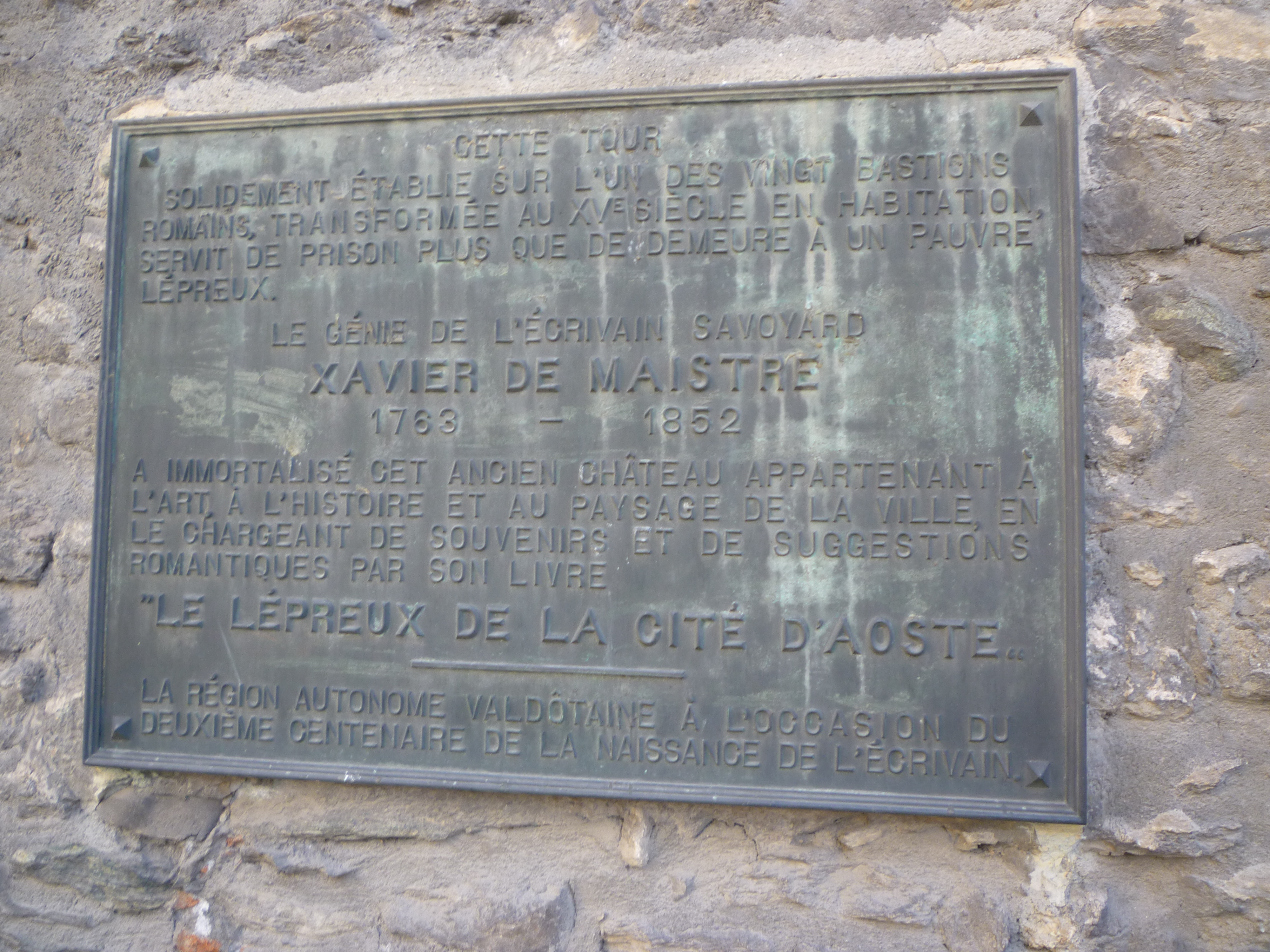
Targa in ricordo di Xavier de Maistre alla Torre del lebbroso di Aosta (dove visse il protagonista del racconto "Le lépreux de la cité d'Aoste")